# С Амундсен към Северния полюс
„С Амундсен към Северния полюс“ (на норвежки: Med Roald Amundsens Nordpolsekspedition til første vinterkvarter) е норвежки документален, черно-бял, ням филм от 1923 г. Първи от петте филма, които проследяват експедициите на Руал Амундсен към Северния полюс през 1920-те години.
Оператор и режисьор на филма е Райдер Лунд. В продължение на 40 години се смята, че филма е изгубен, но в началото на XXI век е открито копие в Нидерландия. Озвучен е с музика от Стивън Хорн, продуцент е Халдор Крох. Издаден е и на DVD.

## Сюжет
Във филма се използват кадри от експедицията на Руал Амундсен, която тръгва през 1922 г. с кораба „Мод“ от Сиатъл. Пътуването продължава към Аляска и Беринговия проток. При нос Дежньов към експедицията се присъединяват и чукчи. Филмът проследява живота – успехите и провалите на участниците в експедицията, научните изследвания. Представят се лов на моржове, китове и бели мечки. Заснемат се кадри от живота на чукчите.